# Titulair bisdom Giufi Salaria
Giufi Salaria is een titulair bisdom van de Rooms-Katholieke Kerk. Het bisdom lag in de Romeinse provincie Afrika, in het noorden van het huidige Tunesië. Het titulair bisdom werd in 1966 ingesteld door paus Paulus VI.
Houders van de titel waren:
- Nicholas D’Antonio Salza, prelaat van de prelatuur Inmaculada Concepción de la B.V.M. en Olancho in Honduras (1966-2009)
- Herman Woorts, hulpbisschop van Utrecht (sinds 7 december 2009)